# Devanangurichi
Devanangurichi é uma vila no distrito de Namakkal , no estado indiano de Tamil Nadu.

## Demografia
Segundo o censo de 2001,  Devanangurichi  tinha uma população de 6817 habitantes. Os indivíduos do sexo masculino constituem 51% da população e os do sexo feminino 49%. Devanangurichi tem uma taxa de literacia de 61%, superior à média nacional de 59.5%: a literacia no sexo masculino é de 71% e no sexo feminino é de 51%. Em Devanangurichi, 11% da população está abaixo dos 6 anos de idade.